# Maltebrunia
Genre
Maltebrunia est un genre de plantes monocotylédones de la famille des Poaceae, sous-famille des Oryzoideae,  originaire d'Afrique, qui comprend de trois à cinq espèces.
Ce sont des plantes herbacées vivaces, stolonifères, de 30 à 150 cm de haut, aux inflorescence en panicules ouvertes.

## Liste d'espèces
Selon World Checklist of Selected Plant Families (WCSP) (1 février 2017) :
- Maltebrunia leersioides Kunth (1830)
- Maltebrunia letestui (Koechlin) Koechlin (1962)
- Maltebrunia maroana Aug.DC., Bull. Herb. Boissier, sér. 2 (1901)
- Maltebrunia schliebenii (Pilg.) C.E.Hubb., Hooker's Icon. Pl. 36: t. 3595, p. 3 (1962)